# General Bravo
General Bravo är en kommunhuvudort i Mexiko.   Den ligger i kommunen General Bravo och delstaten Nuevo León, i den centrala delen av landet, 700 km norr om huvudstaden Mexico City. General Bravo ligger 130 meter över havet och antalet invånare är 4 073.
Terrängen runt General Bravo är platt. Runt General Bravo är det mycket glesbefolkat, med 2 invånare per kvadratkilometer. Närmaste större samhälle är China, 11,5 km sydväst om General Bravo. Trakten runt General Bravo består i huvudsak av gräsmarker.